# Luis Daher
Luis Rodrigo Daher (25 de febrero de 1992; Maipú, Argentina) es un futbolista argentino. Juega de mediocampista en Huracán Las Heras.

## Biografía
Sus inicios fueron en Deportivo Maipú, jugaba de 9, ahí le empezaron a decir Gordo, apodo que le puso su hermano.

## Clubes
| Club                    | País      | Año         | PJ | Goles |
| ----------------------- | --------- | ----------- | -- | ----- |
| Godoy Cruz              | Argentina | 2010 - 2013 | 0  | 0     |
| Club Atlético Brown     | Argentina | 2013        | 0  | 0     |
| Sol de América          | Paraguay  | 2014        | 7  | 0     |
| Lota Schwager           | Chile     | 2014        | 9  | 0     |
| Independiente Rivadavia | Argentina | 2015 - 2018 | 19 | 0     |
| Deportivo Maipú         | Argentina | 2018 - 2021 | -  | -     |
| Huracán Las Heras       | Argentina | 2021        |    |       |
| Gutiérrez Sport Club    | Argentina | 2022 -      |    |       |